# Elettrodotto

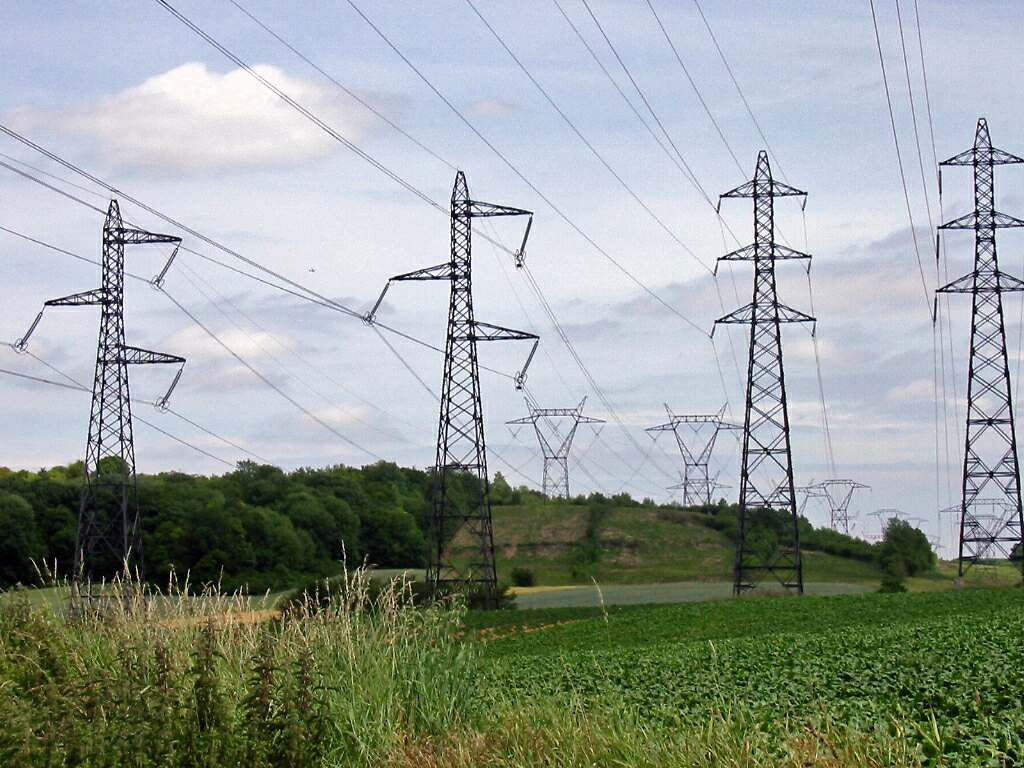
Elettrodotti ad alta tensione.

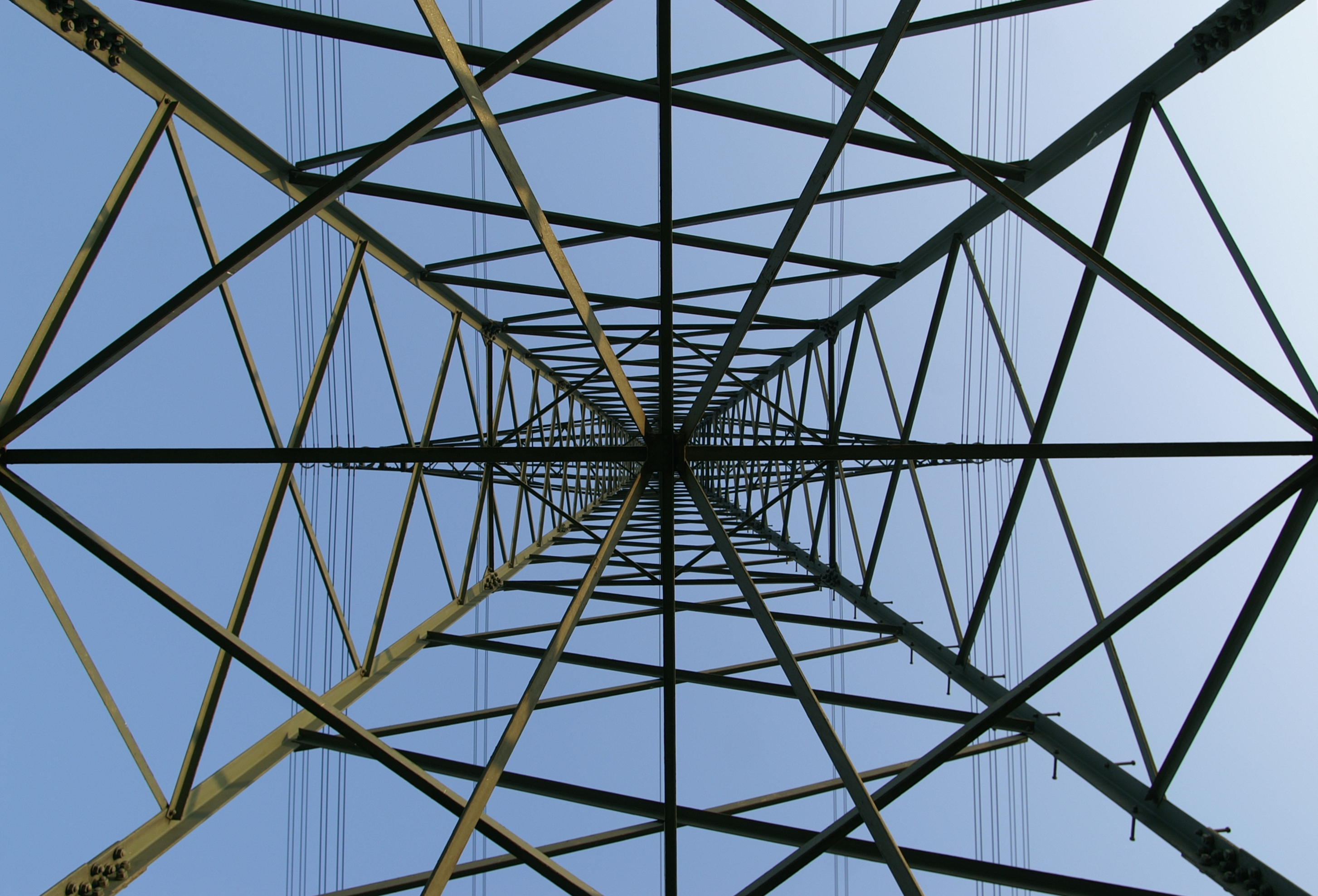
Sezione prospettica trasversale del traliccio di un elettrodotto ad alta tensione nel comune di Schlins (Austria).

L'elettrodotto in ingegneria elettrica è un'infrastruttura di rete destinata al trasporto di energia elettrica in alta tensione, comprendendo in tale accezione sia le linee elettriche aeree sia le linee elettriche in cavo, realizzate in appositi cavidotti interrati.
L'insieme degli elettrodotti costituisce la rete elettrica primaria, sulla quale vengono amministrate la trasmissione dell'energia elettrica (trasferimento di energia ad alta tensione su grandi distanze) e la distribuzione dell'energia elettrica (trasferimento di energia a media-bassa tensione su una rete capillare) sul territorio a partire dalle centrali elettriche fino agli utenti finali passando per le cabine elettriche di trasformazione a diversi livelli di tensione.

## Descrizione
La costituzione e le caratteristiche degli elettrodotti sono fortemente variabili, principalmente in funzione della tensione di esercizio e dal fatto che la trasmissione avvenga in corrente continua o in corrente alternata trifase, oltre che per la diversa scelta impiantistica (elettrodotto aereo o in cavo).
Gli elettrodotti per la trasmissione di potenza in alta e altissima tensione sono per la gran parte aerei, e sono costituiti da sostegni a traliccio o tubolari in acciaio zincato, opportunamente progettati al fine di mantenere le corde metalliche in tensione (il "conduttore") a un'altezza dal terreno sufficientemente elevata da assicurare isolamento elettrico e rispetto dei valori limite dei campi elettromagnetici al suolo. Poiché al crescere della tensione di esercizio è necessario aumentare sia la distanza tra i conduttori stessi (elettricamente appartenenti a diverse fasi) sia la distanza dal suolo e dalle opere attraversate, i sostegni per la trasmissione in alta tensione sono di dimensioni maggiori rispetto a quelli per la distribuzione in media tensione.

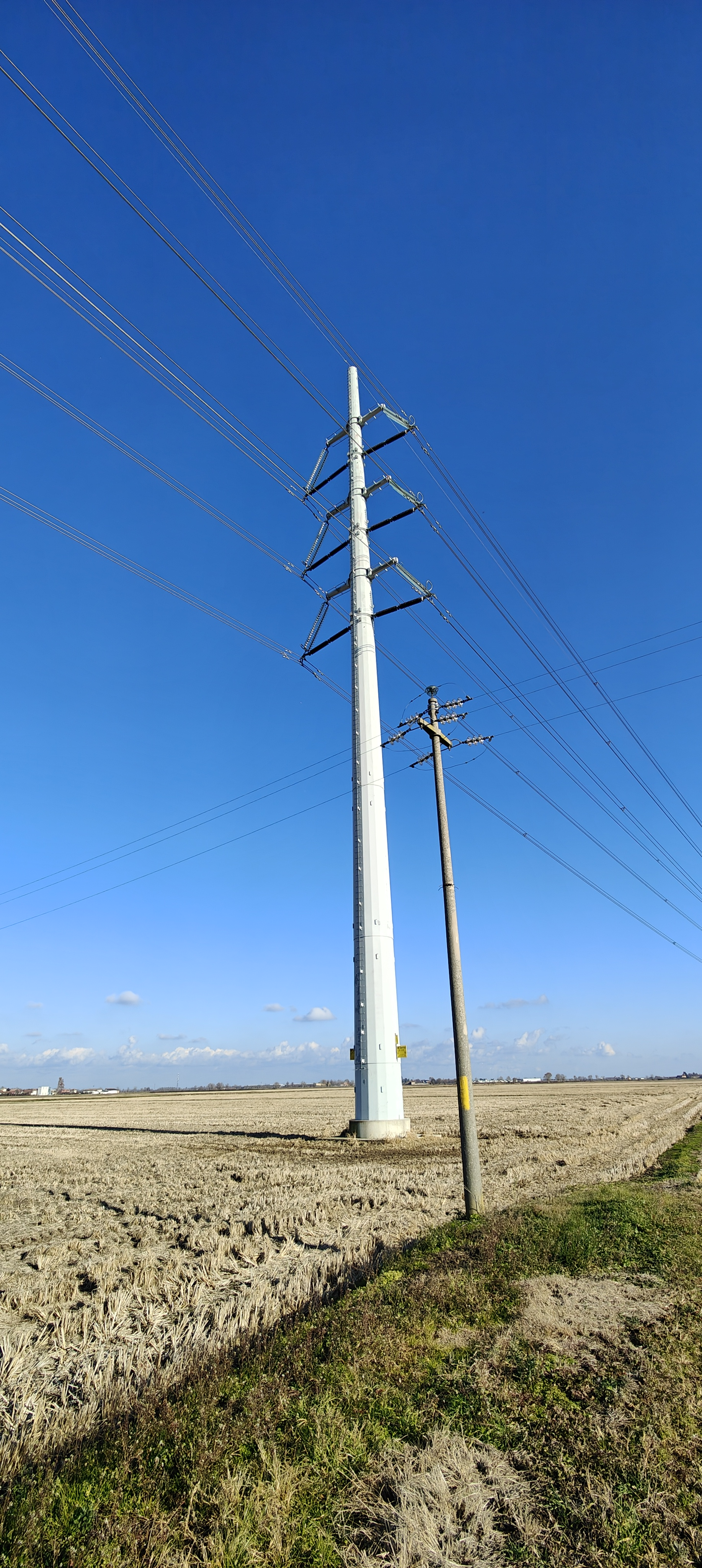
Elettrodotto Terna a 380kV nella campagna asiglianese

L'impiego della soluzione in cavo interrato viene solitamente ristretta ad aree densamente abitate e dove sia tecnicamente possibile realizzare gli scavi per il passaggio del cavidotto. Al crescere della potenza trasmissibile aumentano infatti anche le sezioni conduttive e isolanti dei cavi e, conseguentemente, la sezione della trincea che li deve ospitare e permetterne lo smaltimento del calore dovuto principalmente alle perdite per effetto Joule. Se tale soluzione risulta adatta all'impiego in corrispondenza di un'altra infrastruttura esistente (strade, viadotti, ecc.), diviene al contrario visibilmente impattante ed economicamente onerosa qualora comporti abbattimento di alberi, sbancamenti e realizzazione di cavidotti in aree rurali. In caso di guasto, un cavidotto richiede generalmente tempi e costi di intervento molto superiori rispetto ad un elettrodotto aereo per l'individuazione dell'anomalia e la sua risoluzione.
La trasmissione in cavo, al contrario, può costituire l'unica soluzione applicabile per connettere due punti separati da un braccio di mare troppo ampio per realizzare un attraversamento aereo; in tal caso può realizzarsi una connessione sia in corrente continua, sia in corrente alternata, e nel mondo sono ormai diffusi diversi esempi di connessioni nazionali o internazionali attraverso cavo sottomarino.
Un elettrodotto in linea aerea è composto da una serie di elementi che possono essere globalmente suddivisi in "sostegni", "conduttori" ed "equipaggiamenti" (isolatori, morsetteria, corna e/o anelli spinterometrici, dispositivi antivibranti).

### I sostegni
Per linee a bassa e media tensione i sostegni consistono in semplici pali in legno, acciaio o cemento armato centrifugato.
Nelle linee ad alta e altissima tensione, nelle quali le parti in tensione devono mantenere una distanza maggiore dal terreno e i conduttori di energia utilizzati presentano maggior sezione e peso, la soluzione tecnica più efficiente è l'utilizzo di "tralicci", strutture reticolari realizzate con profilati di acciaio zincato con sezioni a L o a T. L'adozione di strutture a traliccio permette di ridurre al minimo la quantità di metallo utilizzato, offrire una bassa resistenza al vento e ridurre l'impatto visivo della struttura. La loro modularità permette, inoltre, la loro installazione in quasi ogni luogo, a differenza dei sostegni di tipo tubolare. Questi ultimi, meno diffusi, sono spesso preferiti per il loro aspetto più "slanciato", ma presentano una minor flessibilità di utilizzo e maggiori costi di installazione, in particolare per la realizzazione delle fondazioni.
Si definiscono "campata" la parte di conduttore di energia o fune di guardia compresa tra due sostegni, e "tratta" l'insieme di campate comprese tra due sostegni di amarro (accomunate da un unico valore del tiro della corda metallica).
I sostegni possono essere classificati secondo diversi parametri:
1. Per tipologia di attacco dei conduttori al sostegno:
  - sostegno d'amarro: serve a supportare il tiro di una tratta di linea e funge, pertanto, da "sezionatore meccanico" della stessa; i conduttori sono fissati alle mensole (tramite inserzione di isolatori) e la continuità elettrica è assicurata da un tratto di conduttore che pende dalla mensola (il cosiddetto "collo morto");
  - sostegno di sospensione: più leggero del sostegno di amarro, non è progettato per sopportare forti squilibri di tiro in quanto il conduttore è fissato per mezzo di armamenti che, permettendo piccole oscillazioni dei punti di attacco, annullano ogni squilibrio di tiro tra le due campate adiacenti.
2. Per utilizzo:
  - sostegno di rettifilo: sostegno di sospensione leggero, ideato per tratti di linea all'incirca rettilinei;
  - sostegno di vertice: sostegno di sospensione pesante, ideato per sopportare i carichi derivanti dalla presenza di un angolo del tracciato (il tiro su due tratti non rettilinei crea una componente trasversale alla linea che induce al ribaltamento del sostegno);
  - sostegno rompitratta: sostegno di amarro leggero, in grado di sopportare squilibri di tiro tra una tratta e la successiva;
  - sostegno capolinea: sostegno di amarro "a tiro pieno", dimensionato per supportare integralmente il tiro trasmesso da una campata, senza aver alcun contributo dall'altra; è l'ultimo sostegno prima dell'ingresso in stazione;
  - portale: struttura appartenente alla stazione elettrica; destinato ad accogliere una o più linee ed effettuare le calate agli stalli di stazione.
3. Per silhouette:
  - sostegni troncopiramidali, disposizione delle mensole simmetrica, alternata o a bandiera (tutte da un lato): sostegni tradizionalmente utilizzati per elettrodotti realizzati con una o più terne;
  - sostegni a delta rovescio: i punti di attacco dei conduttori sono disposti a una stessa quota, riducendo così l'ingombro verticale e permettendo sottopassi di altre linee aeree (a tensione superiore o uguale); sono spesso utilizzati in aree montane soggette a nevicate, in quanto evitano i disservizi dovuti al colpo di frusta indotto dalla caduta dei manicotti di neve;
  - sostegni gatto: sostegni di derivazione francese (tipo "chat") utilizzati per linee montane ad alto sovraccarico o, più spesso, come capolinea per linee a tensione fino a 150 kV o per le transizioni aereo-cavo; devono il loro nome alla forma della testa del sostegno, con due cimini per le funi di guardia che ricordano le orecchie di un gatto;
  - sostegni a cavalletto: realizzati mediante due tronchi verticali e una traversa orizzontale;
  - sostegni tubolari: realizzati non con strutture reticolari di profilati metallici, ma da elementi scatolari a sezione poligonale in acciaio.

Ogni sostegno presenta:
- fondazioni: parte interrata in acciaio e calcestruzzo;
- tronco o fusto: parte verticale;
- mensole: parti del sostegno che sporgono in direzione trasversale rispetto al fusto, alle quali vengono connessi i conduttori (mediante interposizione degli isolatori);
- cimino (o cimini): sporgenze verticali superiori, realizzate per connettere al sostegno la fune di guardia sufficientemente in alto da schermare i conduttori dalla fulminazione diretta.

I sostegni di sospensione possono anche essere realizzati con "mensole isolanti", soluzione tecnica nella quale le mensole non sono realizzate da elementi di carpenteria metallica ma da complessi di isolatori che hanno non solo il compito di assicurare anche l'isolamento elettrico fase-terra, ma anche quello di garantire il rispetto delle distanze elettriche minime tra il sostegno e le fasi di conduttori. Tradizionalmente, per gli elettrodotti in alta tensione sono realizzate da tratti tesi (tiranti) realizzati da catene di isolatori cappa e perno in vetro o ceramica e da tratti compressi (puntoni) con bastoni isolanti in ceramica; tuttavia sono sempre più diffusi isolatori in materiale composito.

### I conduttori
Se nelle linee di distribuzione è diffusa la soluzione del cavo aereo, nel quale il metallo conduttore posto alla tensione di esercizio è elettricamente isolato dalle parti a potenziale di terra mediante un rivestimento polimerico, nelle linee di trasmissione si impiegano conduttori "nudi", nei quali l'isolamento elettrico è realizzato dallo strato di aria interposto tra le parti in tensione e le parti a potenziale di terra. Data la minor rigidità dielettrica dell'aria rispetto agli isolanti solidi, per assicurare la tenuta elettrica è necessario aumentare sensibilmente lo spessore dello strato isolante.
A una rigidità dielettrica di circa 10.000 volt per ogni centimetro (minore all'aumentare dell'umidità), per evitare una scarica elettrica tra una fase e il suolo, è necessario mantenere il conduttore a una quota di diversi metri, tanto maggiore quanto maggiore è la tensione di esercizio della linea. Oltre ai vantaggi in termini di riduzione di peso, in caso di scarica elettrica (per condizioni di esercizio fuori progetto, oggetti trasportati dal vento, caduta di alberi, ecc.) l'isolante si auto-ripristina al termine della causa temporanea che ne ha innescato il cedimento.
Per limitare le perdite di potenza e mantenere la temperatura di esercizio dei materiali entro i limiti necessari ad evitarne un rapido degrado, al crescere della corrente transitante è necessario aumentare anche la sezione conduttiva del conduttore. Per sezioni conduttive superiori a 70–80 mm2 l'elemento conduttore viene realizzato non come filo singolo, ma come corda spiroidale con strati avvolti a versi alterni al fine di garantire una miglior flessibilità e meglio ripartire i carichi elettrici e meccanici. I fili possono essere sia a sezione circolare che a sezione sagomata (trapezoidale o a "Z").
Poiché al crescere della tensione i sostegni sono più alti, per ridurre l'impatto visivo è comune aumentarne anche la distanza relativa (campata), richiedendo pertanto ai conduttori anche maggiori prestazioni meccaniche.
Se dagli albori dell'elettrificazione il metallo più impiegato per la trasmissione e distribuzione di energia è stato il rame, caratterizzato da ottime prestazioni meccaniche e termiche, a metà degli anni '20 dello scorso secolo per motivi economici e di strategia industriale è stato gradualmente sostituito da conduttori monometallici in lega di alluminio-magnesio-silicio (prestazioni meccaniche superiori all'alluminio e prestazioni elettriche inferiori) o conduttori bimetallici alluminio-acciaio, composti all'interno da fili di acciaio (l'"anima", con funzione esclusivamente di rinforzo meccanico) e all'esterno da fili di alluminio (il "mantello", con funzione prevalentemente elettrica). La scelta della lega di alluminio o il rapporto tra le sezioni di alluminio e acciaio permettono di bilanciare le prestazioni elettriche e meccaniche di ciascuna formazione di conduttore.
Negli impianti in cavo interrato il materiale conduttore preferito è il rame, mentre per particolari applicazioni sottomarine le esigenze di riduzione del peso possono rendere preferibile l'alluminio.
In alta e altissima tensione aumenta anche il peso dell'effetto corona, la generazione di microscariche superficiali che ionizzando l'aria alla frequenza di rete (50 Hz in Europa) genera rumore udibile ed elettromagnetico. Poiché le scariche si generano in punti ad elevato gradiente elettrico (punte, spigoli o elementi con ridotto raggio di curvatura), al crescere della tensione è necessario aumentare anche il diametro esterno dei conduttori. Per elettrodotti a tensioni molto elevate non è possibile realizzare corde metalliche di dimensioni sufficienti a mantenere tale rumore sotto il valore di soglia a causa dell'eccessiva massa per unità di lunghezza che ne deriverebbe, pertanto in ogni fase vengono disposte più corde (sub-conduttori) equidisposte su un'immaginaria circonferenza di diametro sufficientemente ampio in modo da realizzare un campo elettrico più uniforme, corrispondente a quello di un unico conduttore di diametro molto elevato. In Italia il massimo livello di tensione sulla rete primaria è il 380 kV e i conduttori sono 3, disposti in un triangolo equilatero di lato 4000 mm; in elettrodotti a tensioni più elevate (750, 800, 1000, 1200 kV) i conduttori vengono realizzati con fasci solitamente da 6, 8 o 12 sub-conduttori.
Si sta recentemente diffondendo l'uso di conduttori nei quali l'anima di acciaio viene sostituita da un nucleo in materiali compositi (metallici o non metallici), caratterizzati da un maggior rapporto tra carico di rottura a trazione e densità rispetto all'acciaio. Queste tecnologie permettono di progettare conduttori con caratteristiche elettriche e meccaniche ottimizzate rispetto a quelle dei conduttori tradizionali, favorendo più elevati carichi di rottura, maggior distanza dal suolo o maggior conducibilità elettrica (e minori perdite), in funzione delle esigenze degli impianti.

### Gli isolatori

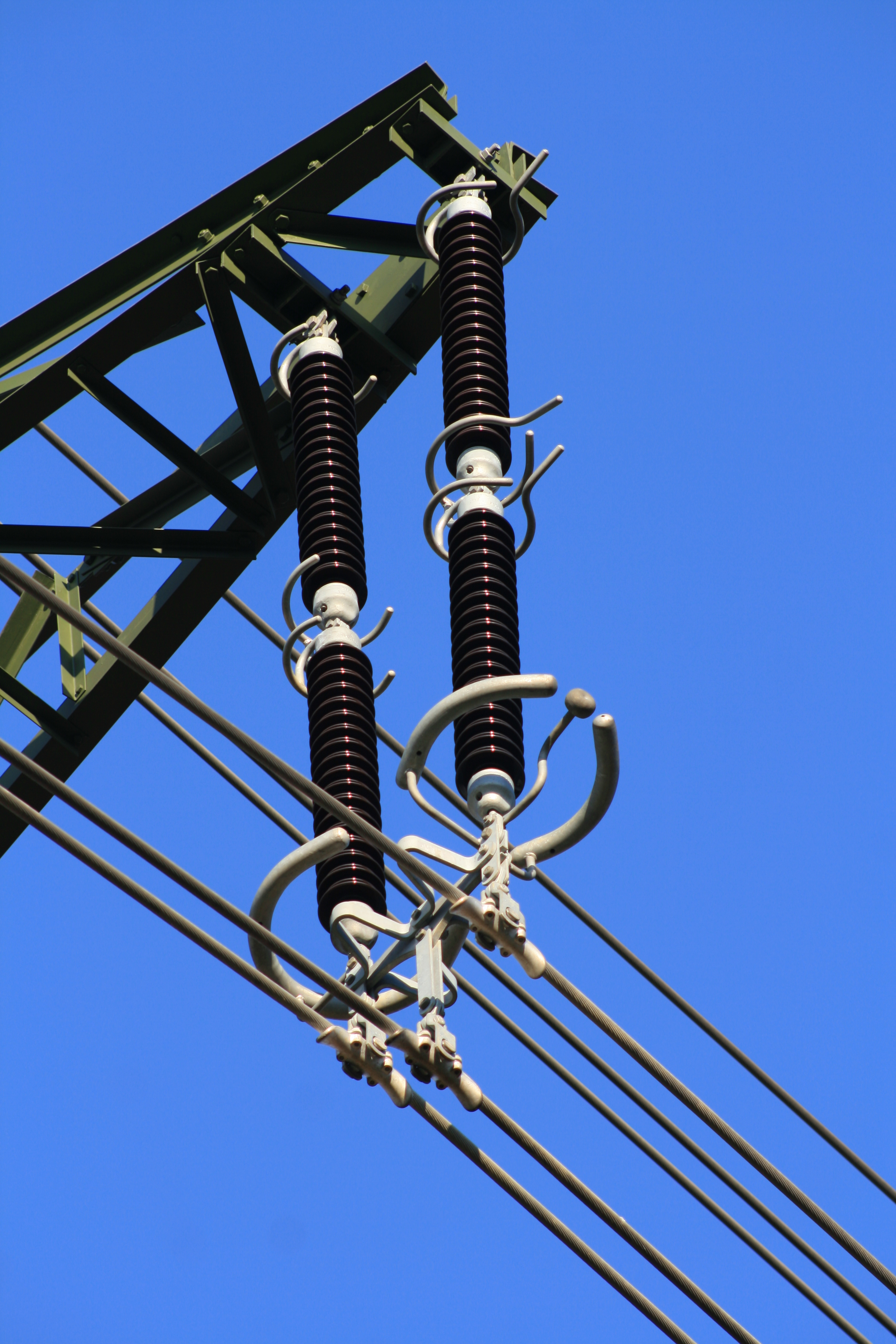
Dettaglio di un isolatore

Poiché i conduttori nudi non sono isolati da un rivestimento di materiale ad alta rigidità dielettrica, per evitare cortocircuiti ovvero scaricamenti della tensione sui tralicci metallici e di qui a terra, è necessario assicurare i conduttori alla struttura per mezzo di elementi elettricamente isolanti.
Negli elettrodotti in bassa e media tensione è diffuso l'uso di isolatori rigidi in ceramica o in vetro. Negli elettrodotti in alta tensione le maggiori lunghezze degli isolatori obbligano a ricorrere a catene di isolatori "a cappa e perno" (nome che deriva dal modo in cui sono fissati l'uno all'altro), una serie di dischi concavi realizzati in ceramica o, più comunemente, in vetro temprato ad alta rigidità dielettrica. Si sta diffondendo negli ultimi anni il ricorso anche a isolatori compositi, realizzati da una barra portante di vetroresina con un rivestimento (ad alette) in materiale siliconico.

La concavità degli isolatori, di qualsiasi tipologia, materiale e dimensione, è sempre rivolta verso il basso. In caso di pioggia, infatti, l'acqua che si deposita sulla superficie degli isolatori rappresenta un percorso a bassa impedenza per la corrente, e l'impedenza si riduce ulteriormente in caso sulla superficie siano presenti depositi di salsedine o altri inquinanti (polveri, sali, ecc.). 

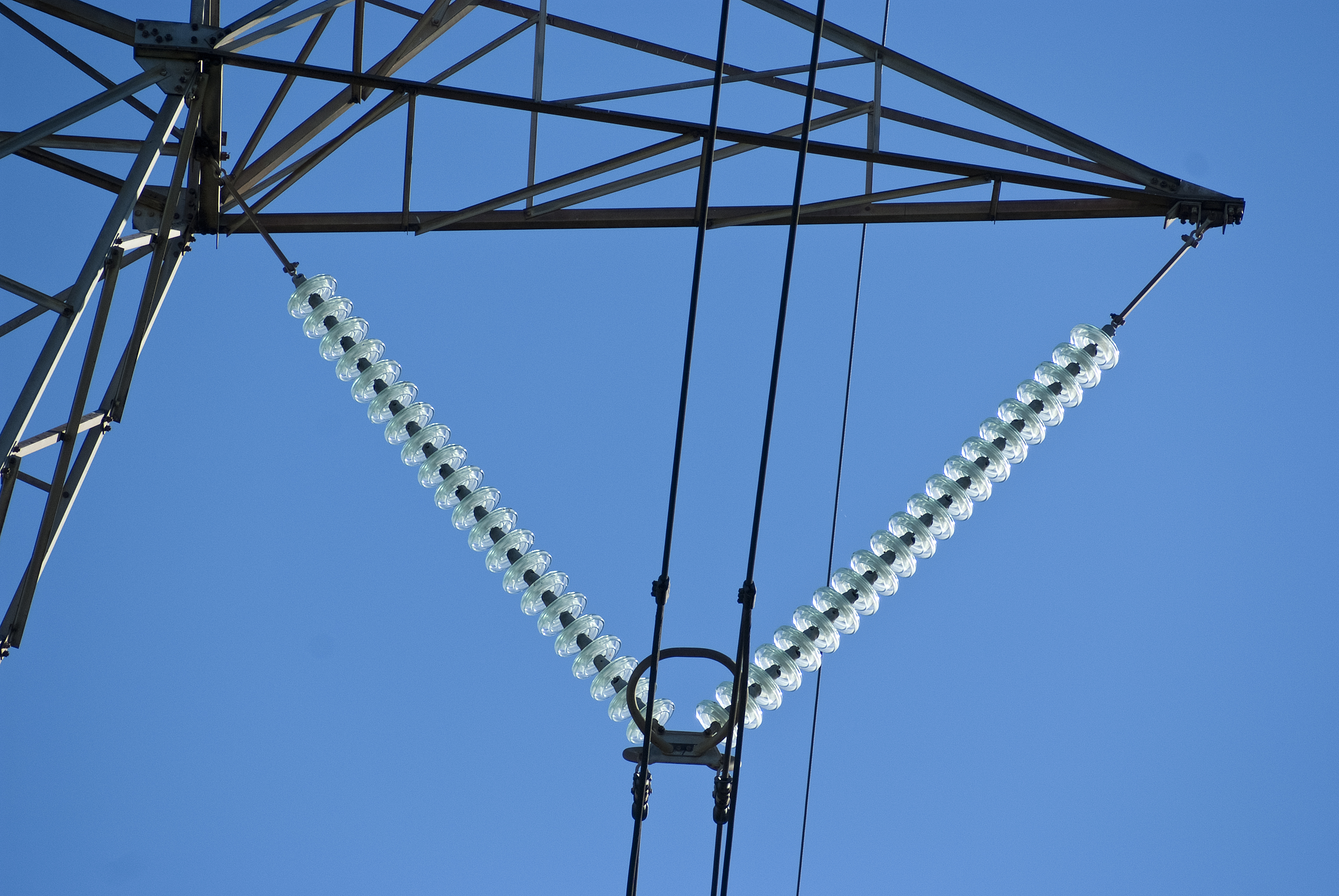
Catena di isolatori in vetro di tipo "cappa e perno" montata su una mensola di un sostegno tralicciato di sospensione di una linea 380 kV.

Il profilo degli isolatori è inoltre sempre molto ondulato e frastagliato, in modo da aumentare il più possibile la lunghezza del percorso minimo tra due punti a potenziali elettrici diversi ("linea di fuga") che la corrente dovrebbe percorrere per dar luogo a una scarica, nonché per evitare che, in caso di pioggia, possa realizzarsi un flusso d'acqua continuo. In aree caratterizzate da alti livelli di inquinamento salino e industriale è quindi necessario, a parità di livello di tensione, aumentare il numero di isolatori, ricorrere a isolatori con maggior linea di fuga e/o applicare rivestimenti superficiali idrofobici.
In base al numero di elementi che compongono una catena di isolatori è possibile una valutazione preliminare della tensione di esercizio dell'elettrodotto. Considerando che ogni isolatore è dimensionato per una differenza di potenziale pari a circa 15 kV, il numero n di elementi necessari a isolare una linea con livello di tensione Vn può essere approssimato dalla formula n=(Vn/15)+1 e quindi, ad esempio, una linea da 380 kV sarà caratterizzata da (380/15)+1 isolatori, arrotondabili per eccesso a 27. Nelle catene di amarro il numero viene talvolta aumentato per tenere conto del fatto che, in caso di pioggia, viene bagnato anche il lato inferiore della cappa, con maggior possibilità di scarica superficiale.

### Protezione
Sulla parte più alta degli elettrodotti sono poste una o due corde metalliche, le funi di guardia, che fungono da parafulmini per i sottostanti conduttori di energia e che sono collegate meccanicamente ed elettricamente ai sostegni, che sono a loro volta singolarmente messi a terra. Le funi di guardia quindi, oltre a costituire una protezione diretta dalla fulminazione, mettono in parallelo elettrico i sostegni dell'elettrodotto, riducendo la resistenza di terra globale della linea.
Gli elettrodotti non attirano i fulmini.
Rilevazioni in mappa dei punti di caduta dei fulmini, infatti, non mostrano particolari "addensamenti" in corrispondenza del tracciato di elettrodotti (dotati o meno di fune di guardia).
Oltre ai fulmini anche rari fenomeni atmosferici possono perturbare le linee elettriche inducendo sovratensioni nei conduttori. Un fenomeno particolarmente dannoso per gli elettrodotti è provocato dall'alterazione della ionosfera in seguito ai brillamenti solari, che possono portare all'apertura di interruttori automatici e causare black-out.
Ai due estremi di ogni isolatore sono montati anelli o punte elettricamente connesse rispettivamente al traliccio e al conduttore di linea.
Questi elementi costituiscono uno spinterometro, un ulteriore strumento di protezione che, in caso di sovratensioni da fulmini che diano luogo a scarica lungo la catena di isolatori, tendono ad allontanare questa (potente) scarica dalla catena di isolatori, al fine di evitarne il danneggiamento.
Nelle stazioni di invio e ricezione dell'energia elettrica sono installati altri dispositivi di protezione.

### Sicurezza
Le linee elettriche sono soggette a normativa specifica di settore, ovvero la legge n. 339/1986 e al D.M. 21/03/1988 n. 449, che ne disciplinano le modalità di costruzione ed esercizio al fine di proteggere l'incolumità di chi si trova "vicino", o "nei pressi" dei tralicci.
La precedente normativa (legge n. 1341/1964 e D.P.R. n. 1062/1968) prevedeva che sui sostegni, a una distanza di 5 o 10 metri al di sotto dei fili elettrici, dovevano essere installati dei dispositivi antisalita (punte, filo spinato, ...) in modo da impedire che una persona possa arrampicarsi fino ad arrivare in prossimità delle parti in tensione. Quest'obbligo non è più presente nella vigente normativa.
Dove i tralicci sono alti più di 70 metri è anche obbligatorio rendere ben visibili gli elettrodotti per la sicurezza dei voli a bassa quota; ciò avviene installando sulla corda più alta delle sfere, di solito di colore bianco-rosso, per rendere evidente la presenza dell'elettrodotto ai velivoli e verniciando a bande bianche e rosse il terzo superiore dei sostegni.

## Costruzione e manutenzione
Fino a qualche decennio or sono (molto raramente oggi), i tralicci venivano montati pezzo per pezzo, procedendo dalle fondazioni verso la cima. Attualmente i tralicci e i sostegni tubolari vengono assemblati trasportando sezioni premontate, trasportate e montate con l'ausilio di gru o elicotteri.
Una volta eretto il traliccio, si passa alla fase di posa del conduttore, che viene trainato per mezzo di un'apposita "fune di traino". Attraverso degli argani si passa alla fase di tesatura, che permette di tendere (e sollevare) il conduttore fino alla quota desiderata.
La manutenzione delle linee richiede degli accorgimenti atti a prevenire il rischio elettrico. La prevenzione del rischio elettrico può avvenire con tecniche sotto tensione (con speciali modalità e attrezzature), o, più comunemente, fuori tensione laddove sia assicurata l'assenza di tensioni pericolose sia di linea, sia dovute a fulmini che possono colpire i conduttori a decine di chilometri di distanza, sia all'induzione dovuto alla presenza di altri impianti elettrici nelle vicinanze, sia a errate manovre di rialimentazione. Per questo, dopo avere aperto i sezionatori e gli interruttori, tutti i conduttori vengono collegati elettricamente a terra e in cortocircuito (c.d. "terre"). I dispositivi di messa a terra devono essere in grado di assorbire eventuali guasti di linea sia per quanto concerne i valori di correnti di cortocircuito generate, sia per quanto riguarda i fenomeni di natura elettromeccanica indotti da eventuali guasti. Per ragioni di sicurezza la linea oggetto di interventi di manutenzione eseguiti con tecnica fuori tensione deve avere delle "terre" visibili e in grado di preservare gli operatori anche da possibili correnti indotte da altri impianti.
La manutenzione di un elettrodotto può comprendere svariate attività. La prima fra tutte consiste nel capitozzare piante che si trovano al di sotto o nelle immediate vicinanze dello stesso in quanto possono causare disservizi dati da scariche verso terra causati dal contatto (o anche solo avvicinamento a distanza inferiore a quella "di guardia") fra uno o più conduttori e la pianta stessa.
In secondo luogo si procede allo sfalcio dell'erba e degli arbusti che nascono naturalmente sulle fondazioni poiché possono deteriorarle.
Vi sono inoltre altre attività che vanno dall'ispezione visiva periodica alla riparazione di strefolature (cioè rottura di uno o più trefoli dei conduttori o della fune di guardia) alla sostituzione degli isolatori rotti.
Da non sottovalutare il controllo del franco da terra (distanza che separa il terreno dal conduttore/i più basso/i) in quanto nella costruzione di nuove strade può non essere rispettato quello previsto dalle normative, creando situazioni potenzialmente rischiose per l'incolumità delle persone che transitano al di sotto dei conduttori in tensione.

### Rimozione e interramento dei cavi
Le spese per la rimozione di un tratto di elettrodotto aereo e per l'interramento dei cavi sono interamente a carico dell'esercente il cavidotto, secondo quanto disposto all'art. 122 del Regio Decreto 11.12.1933 n. 1775 che, al suo quarto comma, stabilisce che "salvo le diverse pattuizioni che si siano stipulate all'atto della costituzione della servitu, il proprietario ha facoltà di eseguire sul suo fondo qualunque innovazione, costruzione o impianto, ancorché essi obblighino l'esercente dell'elettrodotto a rimuovere o collocare diversamente le condutture e gli appoggi, senza che per ciò sia tenuto ad alcun indennizzo o rimborso a favore dell'esercente medesimo".
La disciplina si applica in tutti i casi di servitù di elettrodotto, sorta per convenzione, sentenza, espropriazione o usucapione ab immemorabile. A nulla rileva il fatto che l'elettrodotto fosse presente prima della costruzione edilizia o dell'introduzione della servitù. La legge privilegia un criterio differente dalla priorità temporale, ossia la tutela del pieno esercizio dei diritti di proprietà e della messa in sicurezza degli impianti.
Se il proprietario detiene una regolare concessione edilizia e il terreno è edificabile, e se la presenza dell'elettrodotto fosse incompatibile – a norma di legge – con la costruzione, ha diritto a ottenere dall'esercente che l'elettrodotto sia modificato/spostato. È sufficiente una raccomandata con avviso di ricevimento, allegando il progetto autorizzato dal Comune.
È necessario che i cavi (elettrici, delle telecomunicazioni, dell'illuminazione pubblica, ecc.) siano situati nella proprietà del richiedente.
Se sono in una proprietà confinante, ad esempio del Comune o di un vicino, il richiedente non ha diritto a ottenere lo spostamento.

## Fisica dei conduttori

### Meccanica dei conduttori aerei
Una fune inestensibile di densità uniforme si dispone secondo una curva nota come "catenaria". Nel caso delle funi metalliche utilizzate come conduttori e funi di guardia, tale curva è approssimabile a una parabola.
Al variare della temperatura e delle azioni esterne (ghiaccio, neve e vento) le funi metalliche presentano delle variazioni reversibili di lunghezza (e di tiro) che comportano l'avvicinamento o allontanamento delle stesse al suolo. La progettazione delle linee elettriche aeree è effettuata per garantire il rispetto delle distanze minime di legge in tutte le condizioni meteorologiche e di esercizio previste per l'intera vita utile dell'elettrodotto. Le norme tecniche che stabiliscono i criteri di progettazione sono stabiliti dal comitato tecnico 11/7 del CEI Archiviato il 26 giugno 2018 in Internet Archive..
Le corde metalliche sono anche sensibili a fenomeni di vibrazioni eoliche generate dal distacco di vortici a seguito di venti che soffiano ortogonalmente all'elettrodotto. Queste vibrazioni, con frequenze nell'intervallo di 5 – 120 Hz, sono disaccoppiate dalle frequenze proprie delle strutture ma devono essere opportunamente studiate e contrastate con appositi dispositivi, al fine di non ridurre la vita utile delle corde.

### Dispersione nel trasporto per effetto Joule
In generale, non esiste un materiale che sia un perfetto conduttore elettrico o un perfetto isolante (a parte i materiali superconduttori che però necessitano di temperature estremamente basse). Parte della potenza elettrica viene dunque dissipata (in aria o nel terreno) in calore per effetto Joule. L'entità della potenza dissipata è data dal prodotto della resistenza elettrica R del conduttore (proporzionale alla lunghezza del percorso della corrente) e del quadrato della corrente elettrica trasportata.
Per via delle suddette perdite, l'energia che arriva alle utenze domestiche è circa del 10% inferiore a quella prodotta nelle centrali elettriche, per cui -orientativamente- il rendimento elettrico nelle reti di trasmissione e distribuzione dell'energia elettrica (compresi i trasformatori di interconnessione tra i vari livelli di tensione fra produzione e consumo) è dell'ordine del 90%.

### Effetto "pelle"
La corrente elettrica alternata tende a concentrarsi negli strati più esterni del conduttore, quanto più è alta la sua frequenza. Questo fenomeno è noto come "effetto pelle". Nella rete elettrica italiana la frequenza è di 50 hertz, e a essa corrisponde uno spessore di 10–15 mm. Nei conduttori aerei i fili metallici conduttivi sono sempre disposti all'esterno del conduttore in modo da ottimizzare la conduttanza.
A basse frequenze, un segnale tende a percorrere grandi distanze senza attenuarsi: è noto che i segnali radiotelevisivi hanno una diffusione planetaria, senza perdita di informazione. Allo stesso modo, un segnale elettrico a bassa frequenza è soggetto a perdite di energia molto più basse.
Il campo magnetico indotto decresce con il quadrato della distanza dalla sorgente, ed è quindi minimo negli strati più esterni del conduttore. Il fatto che al crescere della frequenza il flusso di corrente si muova verso gli strati più esterni può essere interpretato come una tendenza del segnale a conservare nello spazio e nel tempo tutta la sua energia e informazione.

### Campo elettromagnetico indotto
La corrente elettrica genera un campo elettromagnetico di Biot-Savart all'esterno del conduttore. In materia di elettrosmog, le leggi impongono un limite massimo alle esposizioni elettromagnetiche e una distanza minima dai luoghi destinati a permanenze prolungate di persone.
Gli elettrodotti sono stati accusati di apportare un significativo incremento del cosiddetto elettrosmog specie in relazione all'insorgenza di alcuni tipi di tumore. Gli studi scientifico-epidemiologici al riguardo, peraltro molto complessi, non hanno però portato finora a risultati o conclusioni certe e univoche sebbene, fino ad alcuni anni fa, sussistessero sospetti di pericolosità rispetto alle alte frequenze. Come per le infrastrutture di telecomunicazioni anche per gli elettrodotti esiste a ogni modo una normativa tecnica in materia di inquinamento elettromagnetico che fissa i livelli massimi di esposizione a tali campi elettromagnetici a bassa frequenza. Occorre tuttavia notare che il campo elettrico a frequenza industriale viene facilmente schermato, mentre il campo magnetico, che può raggiungere livelli significativi date le correnti elevate che circolano nei conduttori, a distanze superiori a quelle che vanno mantenute per evitare il rischio di scarica raggiunge livelli inferiori a quelli proposti dalle linee guida internazionali.
Il campo magnetico indotto da una linea a 6 funi a 380 kV a pieno carico e quindi con una corrente passante di 1920 A, generano un campo magnetico che entro i 5 metri dai conduttori può raggiungere i 100 microtesla (µT), mentre a 60 metri si riduce a solo 1 µT, ma dato che tale intensità non viene ridotta dagli eventuali ostacoli, e che di conseguenza i muri non offrono alcuna schermatura, tali linee entro una distanza di 150-200 metri, possono incrementare l'inquinamento magnetico all'interno delle abitazioni.
Il campo elettrico viene misurata in volt al metro (V/m) e dipende essenzialmente dalla tensione e la sua intensità diminuisce al crescere della distanza, ma viene ridotto anche da eventuali ostacoli a bassa conduttività (come gli alberi), mentre ostacoli ad alta conduttività riescono ad abbatterlo in modo più significativo (gabbia di Faraday).
Per fare un esempio sotto una linea dell'alta tensione di 380 kV l'intensità del campo elettrico in prossimità del suolo raggiunge i 5000 V/m, mentre in caso di linea di 200 kV si ha fino a 3000 V/m, sotto le linee di 110 kV si scende a 700 V/m e sotto una linea di 50 kV si ha al massimo 400 V/m.

## Servitù di elettrodotto
In Italia il Codice civile disciplina all'art. 1056 la servitù di elettrodotto, in cui il proprietario di un fondo non può opporsi al passaggio sul proprio terreno delle linee elettriche. Gli esercenti sono tenuti a versare un indennizzo per questa servitù.

## Demolizione elettrodotti
Con la cessazione d'uso dell'elettrodotto (art. 122 R.D. 1933), decadono le servitù e gli enti gestori della linea sono tenuti a demolire e smaltire tutti i manufatti aerei e sotterranei a proprie spese, riportando i fondi al loro stato originario.

## Problematiche ambientali e sociali
Con l’aumento delle sensibilità ambientali dei cittadini sono frequenti le proteste per la costruzione di nuove linee, per motivi che vanno dalla preoccupazione della propria salute a causa dell’elettrosmog, all’impatto negativo delle linee aeree a livello paesaggistico in particolare in aree naturali a vocazione turistica.
Le linee aeree possono rappresentare una causa di incendi, nel 2019 la grande azienda statunitense Pacific Gas and Electric Company, è stata riconosciuta colpevole di almeno 17 grandi incendi che hanno devastato la California con numerosi morti.
Emblematico il caso del progetto Enel di interconnessione con la Francia del 1992 Moncenisio-Piossasco a 380 kV contestato dalla popolazione della Val Susa, è stato realizzato da Terna nel 2017 completamente in cavidotto interrato per 190 km, risolvendo le problematiche ambientali e di elettrosmog che sarebbero state causate da una linea aerea.

## I piloni dello Stretto

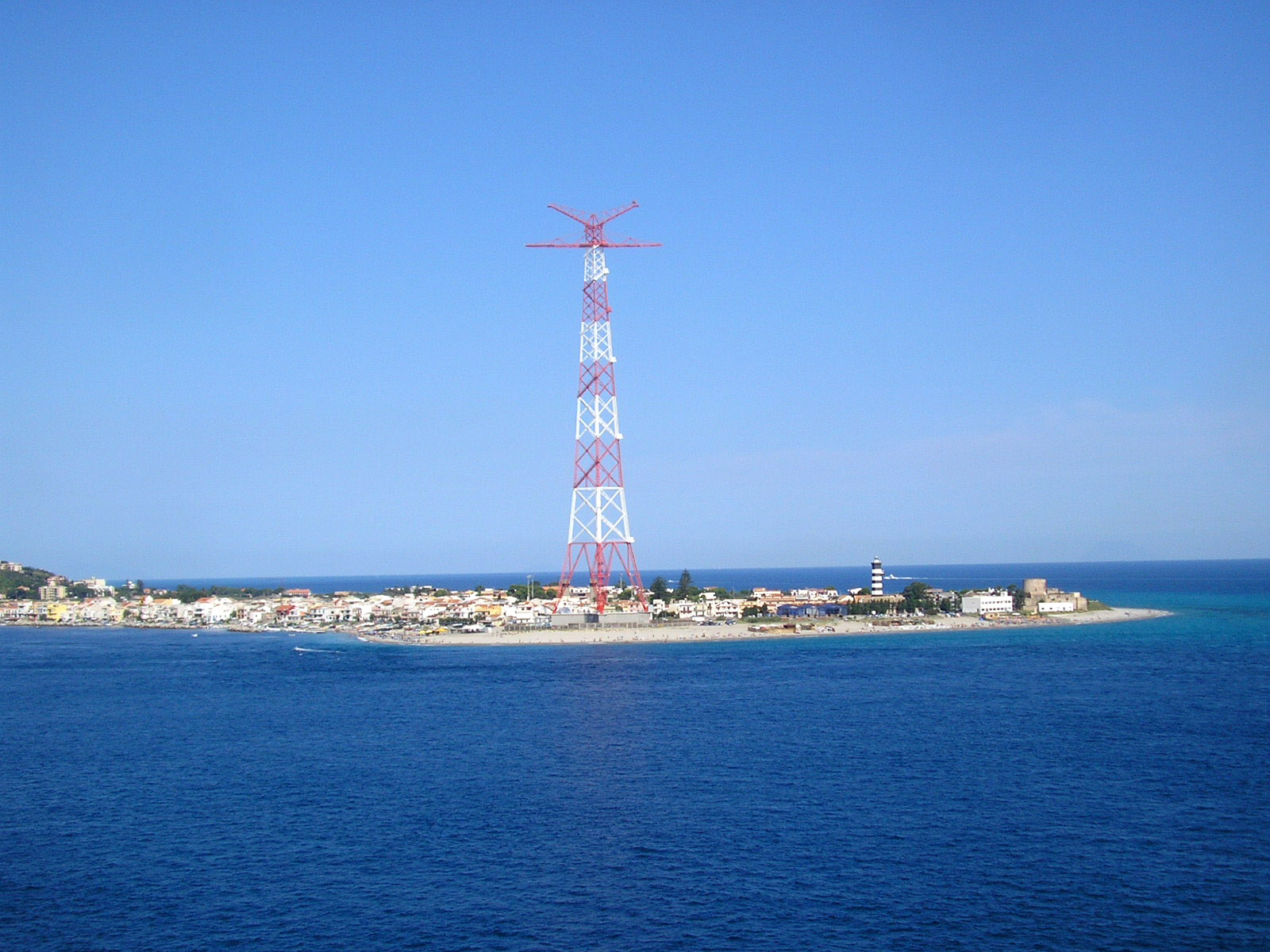
Pilone di Torre Faro, 232 metri.

Per collegare elettricamente la Sicilia al resto d'Italia tramite la Calabria, fra il 1948 e il 1955 furono eretti degli enormi tralicci alle estremità dello Stretto di Messina, i cosiddetti piloni dello Stretto. Attualmente non sono più utilizzati a causa della loro bassa efficienza (sacrificata in favore della sicurezza) e sono stati sostituiti come funzionalità nel 1994 da un collegamento sottomarino; tuttavia queste torri di metallo non sono state abbattute e continuano a svettare sul mare, caratterizzati dagli oltre 200 m di altezza.